# Kattlunds gård
Kattlunds gård är en gotländsk bondgård i Grötlingbo socken. Mangårdsbyggnaden är delvis medeltida även om den fick sitt nuvarande utseende under tidigt 1800-tal. År 1922 inköptes gården av Gotlands fornvänner. Numera ingår den i Länsmuseet på Gotland som en sommaröppen museigård.

## Beskrivning och historik
Mangårdsbyggnaden, vars äldsta delar härrör från mitten av 1200-talet, bestod ursprungligen av en förstuga och en uppvärmd stuga. Över förstugan fanns en övervåning med högstuga för sommarboende och fester. Högstugan öppnade sig med romanska gallerifönster mot gårdsplanen. En kort tid därefter uppfördes i vinkel om detta äldre hus en stor tillbyggnad i två plan. Bottenvåningen rymde en uppvärmd sal, medan övervåningen antagligen varit magasin. Stora delar av murverket finns kvar, men gården fick sitt nuvarande utseende under 1700- och 1800-talet.
Ladugårdslängan mot vägen utgör det enda bevarade medeltida uthuset på Gotland. Byggnaden, som dateras till 1200-talet, är 26 meter lång och 10 meter bred. Den har ursprungligen varit lägre och haft brantare tak, som varit täckt av ag. Byggnaden är delad av en inkörsport till gården, utrymmet till väster om porten har troligen varit spannmålsmagasin, medan utrymmet öster om porten tjänat som stall och ladugård, med höloft på vinden. I ladugårdens yttre mur finns två rundbågiga gödselportar, där gödseln från ladugården kastats ut..
Gården hotades 1910 av rivning, då Sune Ambrosiani köpte och räddade gården från förstörelse. Genom en donation av Wilhelmina von Hallwyl 1922 kunde Gotlands fornvänner förvärva fastigheten.
I närheten finns ruinerna av en medeltida kastal, uppförd under senare hälften av 1100-talet eller omkring 1200. Kastalen stod ännu kvar tre våningar hög på 1700-talet. Den undersöktes arkeologiskt 1950.

## Fotogalleri

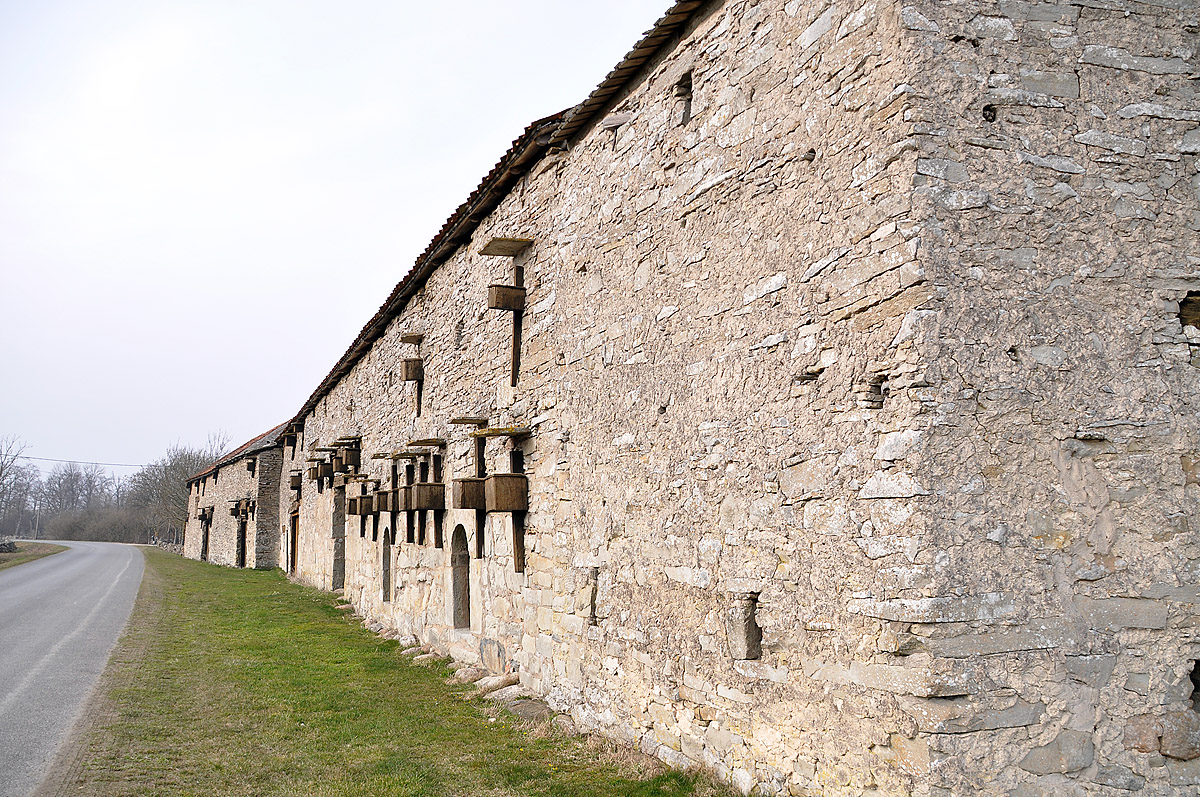
Ladugårdslänga med tröskgång
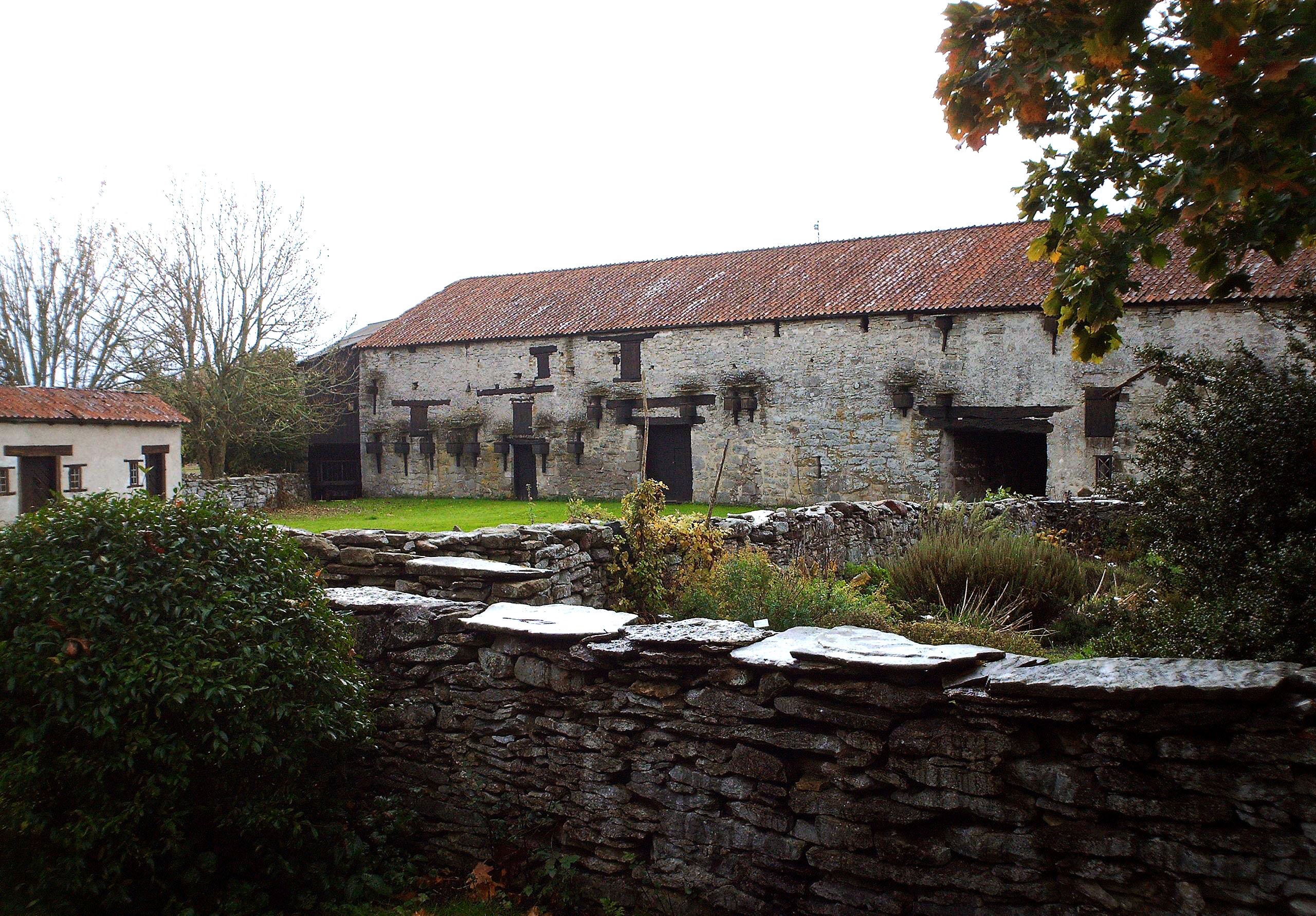
Uthuslängan
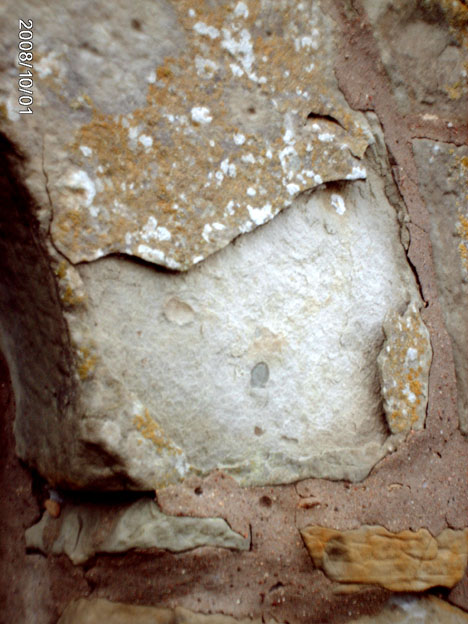
Exfoliering på sten, uthuslängan
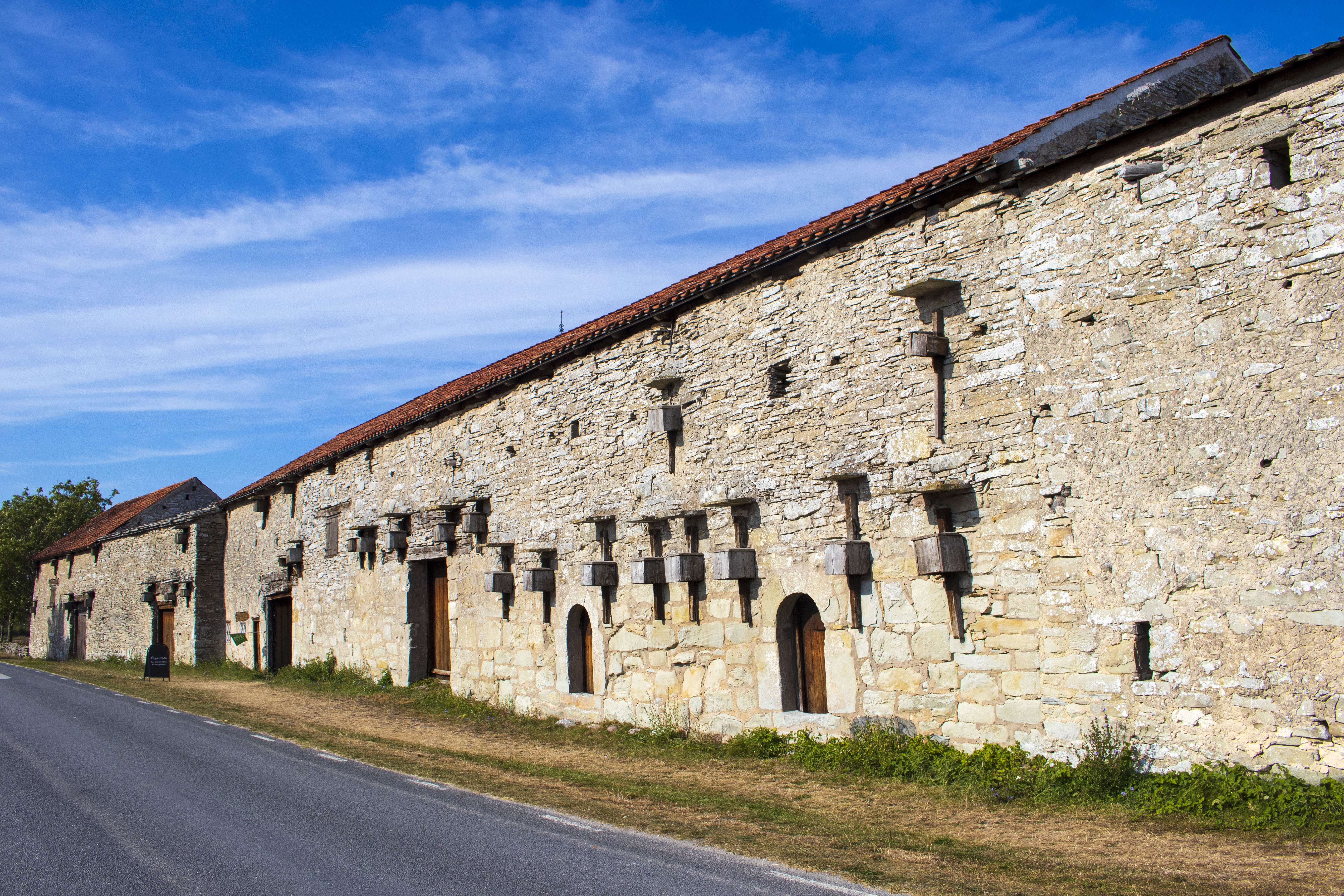
Kattlunds gård